# Distrito Colón
El Distrito Colón era la entidad territorial del estado Zulia Venezuela que precedió a los municipios  Colón, Francisco Javier Pulgar,  Catatumbo y  Jesús María Semprún. Estaba ubicado en el sur del Lago de Maracaibo y tomó su nombre del navegante Cristóbal Colón.

## Ubicación
Limitaba al norte con el distrito Perijá y el Lago de Maracaibo (desde 1980 con el distrito Catatumbo), al sur con los estados Mérida y Táchira (entre 1927 y 1980 también con la República de Colombia), al este con el distrito Sucre y los estados  Mérida y Táchira y al oeste entre 1927 y 1980 con la República de Colombia y entre 1980 y 1989 con el distrito Catatumbo.

## Historia
El distrito Colón fue creado como una nueva división político territorial del estado Zulia a partir de 1927 retomando el territorio del antiguo cantón Fraternidad (1864–1884) y separándose del distrito Perijá. Su capital fue establecida en San Carlos del Zulia, permaneció con ese territorio hasta 1980 cuando se creó el distrito Catatumbo.
1913: La Colon Development Company obtiene una concesión para explorar en busca de petróleo.
En 1927 el territorio del antiguo cantón Fraternidad , se separa del distrito Perijá para formar el distrito Colón.
1927: se descubre el campo petrolífero Los Manueles, más adelante se descubrirá el campo Tarra.
En 1980, 2 parroquias se separan para formar el distrito Catatumbo, con el territorio de los actuales municipios Catatumbo y Jesús María Semprún.
En 1989 el distrito Colón pasa a ser municipio Colón con el territorio de los actuales municipios Colón y Francisco Javier Pulgar y es electo su primer alcalde.

## Geografía
|                           |
| Distrito entre 1927-1980. |

|                           |
| Distrito entre 1980-1989. |

El distrito Colón estaba conformado entre 1927 y 1980 el territorio de los actuales municipios  Colón, Francisco Javier Pulgar,  Catatumbo y  Jesús María Semprún.
Entonces estaba constituido por las tierras bajas en el piedemonte de la Sierra de Perijá y la Cordillera de Mérida hasta las orillas del Lago de Maracaibo, tierras extremadamente fértiles con abundantes lluvias, ocupando la cuenca de los ríos Catatumbo, Escalante y Zulia, su importancia económica motivo la construcción de vías férreas como entre Encontrados y Táchira.
En 1980 al crearse el distrito Catatumbo quedó con el territorio de los actuales municipios  Colón y  Francisco Javier Pulgar.
Con la separación de Catatumbo, el distrito Colón quedó constituido por las tierras bajas entre los andes de Mérida, el lago de Maracaibo el Distrito Sucre y el río Escalante.

## Poblaciones
Entre los pueblos que conformaban el Distrito Colón estaban:
- San Carlos del Zulia (cabecera o capital).
- El Pilar
- Santa Rosa
- Santa Bárbara del Zulia
- Encontrados
- Pueblo Nuevo El Chivo
- Casigua-El Cubo

## Actividad Económica
Colón siempre ha sido una región tradicionalmente agrícola y ganadera, dada sus tierras fértiles y sus abundantes lluvias.
La actividad petrolera hizo su aparición a comienzos del siglo XX, cuando la Colón Development Company obtuvo una concesión para explorar en 1913. Los campos petrolíferos de Colón (Catatumbo) se caracterizan por producir de rocas ígneas (basamento fracturado del Jurásico) y por su alto contenido de Sulfuro de Hidrógeno (H2S) por lo que su desarrollo ha sido difícil.

## Política
El distrito Colón era gobernado desde su fundación por un Prefecto y un Consejo Municipal, los cuales eran elegidos por el gobierno de turno, así durante las dictaduras eran funcionarios del gobierno o militares y durante la democracia era miembros del partido gobernante de turno o partidos aliados, así hubo prefectos de varios partidos.
El Consejo municipal estaba constituido igualmente por funcionarios representando el gobierno de turno, durante el período democrático podían ser de un partido o una alianza de partidos como los nombrados anteriormente.
Las funciones del distrito eran más limitadas que las de las alcaldías actuales e incluían:
Catastro
- Impuestos municipales comerciales
- Emisión de timbres fiscales
- Ornato
- Registro Civil

Funciones como vialidad, servicios, vivienda quedaban bajo la potestad exclusiva del ejecutivo nacional de turno, por medio de organismos como el Ministerio de Transporte y Comunicaciones, Gas del Distrito, Cadafe (la compañía eléctrica), El Instituto Municipal del Aseo Urbano (IMAU), El Instituto Nacional de Obras Sanitarias (INOS), El Ministerio de la Salud, el Ministerio de Educación (ME), el Instituto Nacional de la Vivienda (INAVI).
El centralismo ocasionaba el retraso de las obras, la mala planificación (sin conocer realmente la zona con proyectos hechos en Caracas) y el abandono, para lo que el distrito era impotente.

## Disolución
La reforma de la constitución de Venezuela de 1961 realizada en 1989 conocida como Reforma del estado, tenía como objetivo reordenar el espacio geográfico creando la figura de los municipios, democratizar y descentralizar la administración pública creando gobernadores, alcaldes y concejales electos por el pueblo. El Distrito Colón pasó a ser  Municipio Colón y tuvo su primer alcalde electo por votación popular.
Además las alcaldías tendrían personalidad propia y no serían solo divisiones administrativas, con el derecho a establecer sus propios símbolos, y con mayor autonomía para decretar ordenanzas.
También se buscaba la descentralización pasando los servicios a compañías privadas regionales, o locales.
Los alcaldes también tendrían un presupuesto y mayores facultades que los prefectos, con responsabilidades en seguridad, servicios, vialidad, transporte y vivienda.

## Legado
El nombre del distrito Colón se conservó para el municipio Colón.